# Råtjärnarna (Överluleå socken, Norrbotten, 732207-177176)
Råtjärnarna är en sjö i Bodens kommun i Norrbotten och ingår i Luleälvens huvudavrinningsområde. Sjön har en area på 0,0495 kvadratkilometer och ligger 62 meter över havet.

## Delavrinningsområde
Råtjärnarna ingår i det delavrinningsområde (732007-176893) som SMHI kallar för Utloppet av Buddbyträsket. Medelhöjden är 36 meter över havet och ytan är 22,22 kvadratkilometer. Räknas de 37 avrinningsområdena uppströms in blir den ackumulerade arean 401,1 kvadratkilometer. Bodån (Flarkån) som avvattnar avrinningsområdet har biflödesordning 2, vilket innebär att vattnet flödar genom totalt 2 vattendrag innan det når havet efter 38 kilometer. Avrinningsområdet består mestadels av skog (51 procent) och öppen mark (15 procent). Avrinningsområdet har 3,78 kvadratkilometer vattenytor vilket ger det en sjöprocent på 17 procent. Bebyggelsen i området täcker en yta av 0,64 kvadratkilometer eller 3 procent av avrinningsområdet.